# Distenia femoralis
Distenia femoralis là một loài bọ cánh cứng trong họ Cerambycidae.